# Hipromelosa
La hipromelosa o hidroxipropilmetilcelulosa (HPMC), es un polímero semisintético viscoelástico e inerte que se utiliza en forma de gotas oftálmicas para el tratamiento de la sequedad ocular o xeroftalmia.
Tiene muchas otras utilidades, por ejemplo, como excipiente en medicamentos de uso oral y, en el campo alimentario, como aditivo emulsionante, siendo su código E464.
En cosmética y formulación magistral se emplea el gel de hipromelosa. En este podcast se explica la forma de elaboración de este gel